# Blå manakin
Blå manakin (Chiroxiphia caudata) är en fågel i familjen manakiner inom ordningen tättingar.

## Utseende och läte
Blå manakin är en liten och knubbig manakin med förlängda centrala stjärtpennor. Hanen är omisskännlig med blå kropp, svarta vingar, svart huvud och röd hjässa. Honan är enfärgat grön med mörkt öga, ljus näbb och ljusa ben. Arten är mycket ljudlig vid spelplatserna där hanens mjuka "kua-a-a-a" är vittljudande.

## Utbredning och systematik
Fågeln förekommer från låglandet i sydöstra Brasilien till östra Paraguay och nordöstra Argentina. Den behandlas som monotypisk, det vill säga att den inte delas in i några underarter.

## Status och hot
Arten har ett stort utbredningsområde, men tros minska i antal, dock inte tillräckligt kraftigt för att den ska betraktas som hotad. Internationella naturvårdsunionen IUCN listar arten som livskraftig (LC).

## Bildgalleri

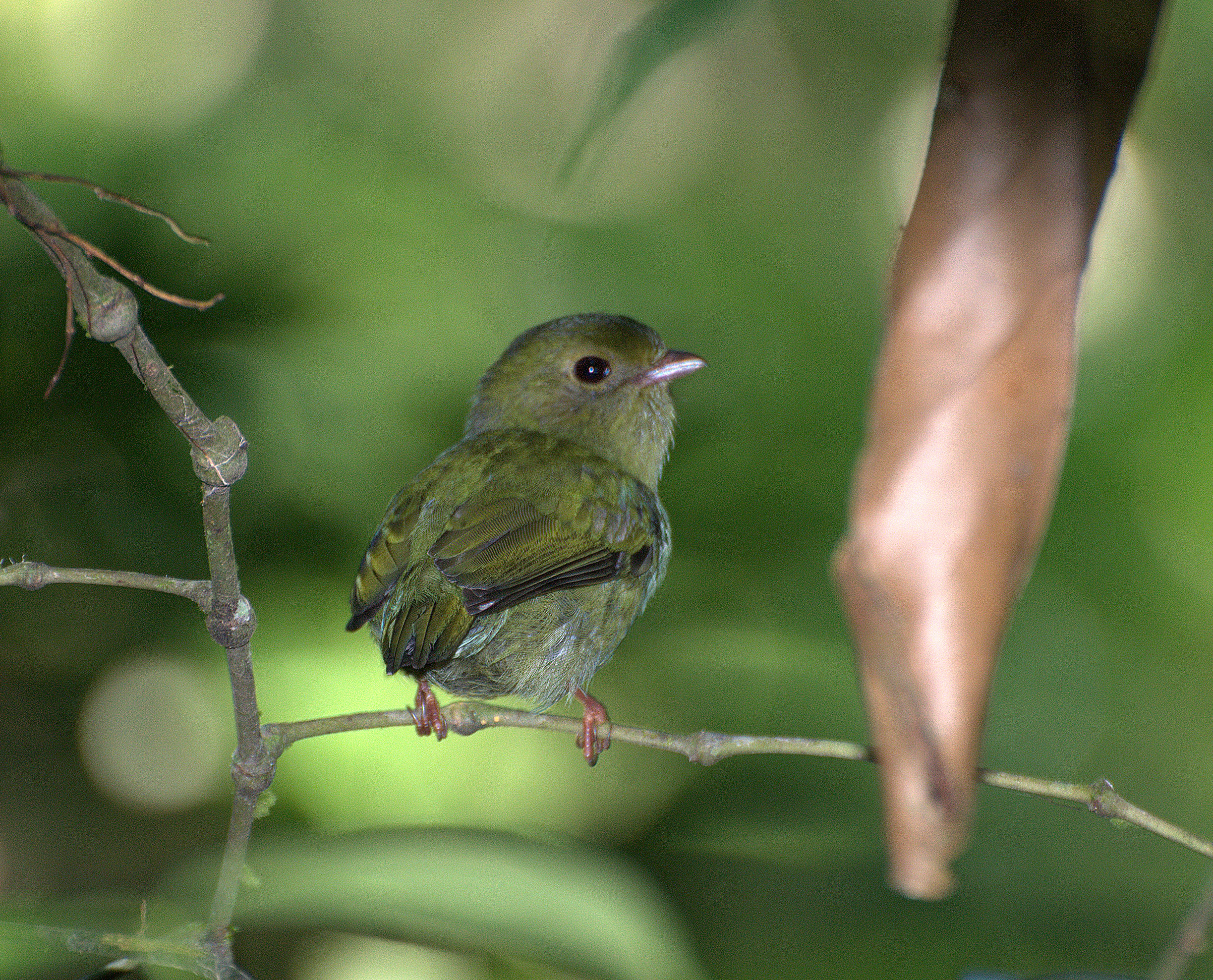